# Круцини
Круци́ни (также Крушина, Круцина, Кручин, Кржиж; пол. Krucyni, Kruszyna, Krucina, Krucini, Kruczyn, Krzyż) — польский дворянский герб.

## Легенда
Бельский и Папроцкий предполагали, что когда в Польшу из Западной Европы прибывали первые переселенцы с крестами в своих гербах, только что обращённым в христианство полякам и рыцарству начали раздавать гербы с такими же крестами или они сами стали использовать их в своих гербах в силу почитания креста Господня.
Папроцкий и Окольский в своих работах называют первым носителем герба Круцини (или тем, кто дал ему название) доктора Парижской академии Эдмунда Кручина, который, по рассказу папы Григория XIII, во времена Стефана Батория отправился в Польшу для реформирования монастырей.

## Описание
В гербовнике Гайля (2007) герб Круцини (пол. Krucyni) описывается как в красном поле золотой мальтийский крест, а под ним серебряная шестиконечная звезда. Клейнод: в короне над шлемом золотой мальтийский крест. Намёт красный, подложен золотом.
В 1826 году Белорусско-Могилёвское дворянское депутатское собрание из гербовников польских отметило, что изображение герба Круцина (Кшиж) следующее: «одни употребляют кресты наподобие буквы X, на коей каждом углу розы; другие каждый угол креста имеют раздертым; прочие на средине кавалерского креста вмещают шестиугольную звезду». Разные роды печатались различными вариантами герба.
В гербовнике Несецкого (1728) герб Кшиж, или Круцини, Кручин (пол. Krzyż, Krucyni, Kruczyn), применительно к некоторым родам описывается просто как «крест на щите».
В гербовниках Папроцкого (1584) и Окольского (1642) герб Круцини описывается как мальтийский крест, под которым шестиконечная звезда, в красном поле, на шлеме над короной такой же крест. Там же приводится несколько вариантов:
- крест стоит на самой звезде, а над шлемом пять страусовых перьев (Денисы);
- в синем поле широкая белая поперечная линия, над ней мальтийский крест, под ней золотая звезда (Корнякты, вариант Круцина);
- линия делит щит вдоль, по правую сторону от неё крыло грифа, по левую крест, над ним звезда; над шлемом крыло грифа, над ним звезда (Исиоры);
- Скоробогатые из Литвы печатаются одним лишь крестом (вариант Кручин, Круцина)[2].

## Герб используют
31 фамилияпол. Dalecki, Dalewski, Dolewski, Gembarzewski, Gembarzowski, Jęzor, Isiora, Kasztulski, Korniakt, Kosztulski, Kruszyna, Krzyżanowski, Kulczycki, Nawrot, Onichin, Onychin, Pietrowicz, Pitschman, Reisner, Rejsner, Sebastjanowicz, Skorobohaty, Szczepkowski, Sztokajło, Świentopełk, Wojszko, Wrzerzewski, Wrzeżewski, Wyszatrawka, Wyszetrawka, Wyszotrawka
(рус. Далецкий, Далевский, Долевский, Гембаржевский, Гембаржовский, Ензор, Исиора, Каштульский, Корнякт, Коштульский, Крушина, Кржижановский, Кульчицкий, Наврот, Онихин, Оныхин, Петрович, Пичман, Рейзнер, Себастьянович, Скоробогатый, Щепковский, Штокайло, Свентопелк, Войшко, Вржержевский, Вржежевский, Вышатравка, Вышетравка, Вышотравка)